# Ясная Поляна (Анучинский район)
В Дальнереченском районе Приморья тоже есть село Ясная Поляна.
Я́сная Поля́на — село в Анучинском районе Приморского края. Входит в состав Анучинского сельского поселения.

## География
Село Ясная Поляна стоит в верховьях реки Поперечная (приток Арсеньевки).
Дорога к селу Ясная Поляна идёт на юг от села Ауровка (около 12 км), до автотрассы Осиновка — Рудная Пристань и до районного центра Анучино около 23 км.

## Население
| 2001 | 2002 | 2010 |
| ---- | ---- | ---- |
| 98   | ↘86  | ↘36  |

## Улицы
| - ул. Заречная, - ул. Клубная, - ул. Центральная, - ул. Школьная, | - пер. Ключевой, - пер. Конечный, - пер. Лесной. |

## Экономика
- Сельскохозяйственные предприятия Анучинского района.
- Предприятия, занимающиеся заготовкой леса.